# Zeijerveen
Het Zeijerveen is een buurtschap gelegen ten noordwesten van de stad Assen in de provincie Drenthe (Nederland). Zeijerveen behoort sinds de gemeentelijke herindeling in 1998 tot de gemeente Assen, daarvoor tot de toen nog bestaande gemeente Vries.

## Geschiedenis
Het Zeijerveen ontstond doordat een dicht aan de oppervlakte liggende keileemlaag de waterafvoer dusdanig belemmerde dat daardoor een dik pakket hoogveen werd gevormd.
In 1844 werd op bedrijfsmatige wijze begonnen met de vervening van het gebied. Daartoe werd voor de afwatering en ontsluiting de van de Drentse Hoofdvaart afgetakte Asser wijk tot in het veen doorgetrokken. Circa 1920 werd Zeijerveen met een bestrate weg verbonden met Zeijen.
In 1937 was de turfgraverij voltooid en resteerde een in noordzuid/stroken verkaveld gebied met dalgronden, bestemd voor de akkerbouw.
Ter Aard · Anreep · Graswijk · De Haar · Loon · Norgervaart (deels) · Rhee · Schieven · Ubbena · Witten · Zeijerveen · Zeijerveld

Drenthe: Steden en dorpen      Nederland: Provincies · Gemeenten
1. 1 2 3 4 5  Tabel: Bevolking; maandcijfers per gemeente en overige regionale indelingen, 1 januari 2023, Centraal Bureau voor de Statistiek, Voorburg/Heerlen